# The Specials (musikalbum)
The Specials, The Specials debutalbum, släppt 1979. Albumet producerades av Elvis Costello. Det brukar ses som en höjdpunkt inom den andra vågen ska.
Albumet är starkt inspirerat av musik från 1960-talets Jamaica. Några låtar är också nyinspelningar på gamla ska-hits. De låtar som är egenskrivna har likaså de fångat 1960-talets ska-känsla. Den största skillnaden från den ursprungliga musiken är att punkens arga attityd lagts till.

## Låtar på albumet
Sida 1
1. "A Message to You Rudy" (Dandy Livingstone) – 2:53
2. "Do the Dog" (Rufus Thomas, arr.: Jerry Dammers) – 2:09
3. "It's Up to You" (Jerry Dammers/The Specials) – 3:35
4. "Nite Klub" (Jerry Dammers/The Specials) – 3:22
5. "Doesn't Make It Alright" (Jerry Dammers/Dave Goldberg/Mark Harrison) – 3:26
6. "Concrete Jungle" (Roddy Byers) – 3:18
7. "Too Hot" (Cecil Campbell) – 3:09

Sida 2
1. "Monkey Man" (Toots Hibbert) – 2:45
2. "(Dawning of A) New Era" (Jerry Dammers) – 2:24
3. "Blank Expression" (Jerry Dammers/The Specials) – 2:43
4. "Stupid Marriage" (Jerry Dammers/Mark Harrison/Neville Staple/Cecil Campbell) – 3:49
5. "Too Much Too Young" (Jerry Dammers) – 6:06
6. "Little Bitch" (Jerry Dammers) – 2:32
7. "You're Wondering Now" (Clement Seymour) – 2:36

## Medverkande
The Specials
- Terry Hall – sång
- Neville Staple – sång
- Lynval Golding – rytmgitarr, sång
- Roddy Radiation (Roddy Byers) – sologitarr, sång
- Jerry Dammers – keyboard
- Horace Panter – basgitarr
- John Bradbury – trummor

Bidragande musiker
- Rico Rodriguez – trombon
- Dick Cuthell – mässinginstrument
- Chrissie Hynde – sång (på "Nite Klub")

Produktion
- Elvis Costello, The Specials – musikproducenter
- Dave Jordan – ljudtekniker
- Carol Starr, Chalkie Davies – omslagsdesign